# Vela nos Jogos Olímpicos de Verão de 1992 - Tornado
As provas da classe Tornado da vela nos Jogos Olímpicos de Verão de 1992 ocorreram entre 27 de julho e 4 de agosto daquele ano no mar Mediterrâneo, na costa de Barcelona, na Espanha. O programa compunha sete regatas. Para esta classe, houve 44 velejadores de 22 nações inscritas.

## Medalhistas
A dupla francesa Yves Loday e Nicolas Hénard finalizou a competição em primeiro lugar, conquistando a medalha de ouro. A prata firmou-se com os estadunidenses Randy Smyth e Keith Notary. Por fim, a medalha de bronze ficou com Mitch Booth e John Forbes, da Austrália.
|  | FRA França                |  | USA Estados Unidos       |  | AUS Austrália           |
|  | Yves Loday Nicolas Hénard |  | Randy Smyth Keith Notary |  | Mitch Booth John Forbes |

## Resultados
Estes foram os resultados da competição:
| Pos.              | Tripulação                                   | Regata I | Regata I | Regata II | Regata II | Regata III | Regata III | Regata IV | Regata IV | Regata V | Regata V | Regata VI | Regata VI | Regata VII | Regata VII | Total de pontos | Total -1 |
| Pos.              | Tripulação                                   | Pos.     | Pts.     | Pos.      | Pts.      | Pos.       | Pts.       | Pos.      | Pts.      | Pos.     | Pts.     | Pos.      | Pts.      | Pos.       | Pts.       | Total de pontos | Total -1 |
| ----------------- | -------------------------------------------- | -------- | -------- | --------- | --------- | ---------- | ---------- | --------- | --------- | -------- | -------- | --------- | --------- | ---------- | ---------- | --------------- | -------- |
| Medalha de ouro   | FRA Yves Loday e Nicolas Hénard              | 7        | 13.0     | 1         | 0.0       | 3          | 5.7        | 3         | 5.7       | 10       | 16.0     | 7         | 13.0      | 2          | 3.0        | 56.4            | 40.4     |
| Medalha de prata  | USA Randy Smyth e Keith Notary               | 1        | 0.0      | 2         | 3.0       | DSQ        | 29.0       | 8         | 14.0      | 1        | 0.0      | 4         | 8.0       | 11         | 17.0       | 71.0            | 42.0     |
| Medalha de bronze | AUS Mitch Booth e John Forbes                | 10       | 16.0     | 4         | 8.0       | 6          | 11.7       | 6         | 11.7      | 2        | 3.0      | 1         | 0.0       | 5          | 10.0       | 60.4            | 44.4     |
| 4                 | NZL Rex Sellers e Brian Jones                | 13       | 19.0     | 12        | 18.0      | 16         | 22.0       | 1         | 0.0       | 6        | 11.7     | 2         | 3.0       | 1          | 0.0        | 73.7            | 51.7     |
| 5                 | CAN David Ross Sweeney e Kevin Smith         | 4        | 8.0      | 9         | 15.0      | 2          | 3.0        | 9         | 15.0      | 3        | 5.7      | 10        | 16.0      | DNC        | 29.0       | 91.7            | 62.7     |
| 6                 | NED Ron van Teylingen e Paul Manuel          | 5        | 10.0     | 10        | 16.0      | 5          | 10.0       | 2         | 3.0       | 15       | 21.0     | 12        | 18.0      | 4          | 8.0        | 86.0            | 65.0     |
| 7                 | AUT Andreas Hagara e Roman Hagara            | 6        | 11.7     | 6         | 11.7      | 1          | 0.0        | 18        | 24.0      | 4        | 8.0      | 13        | 19.0      | 9          | 15.0       | 89.4            | 65.4     |
| 8                 | BRA Lars Grael e Clinio Freitas              | 11       | 17.0     | 7         | 13.0      | 4          | 8.0        | 4         | 8.0       | 8        | 14.0     | 9         | 15.0      | 6          | 11.7       | 86.7            | 69.7     |
| 9                 | EUN Iouri Konovalov e Sergey Kravtsov        | 8        | 14.0     | 5         | 10.0      | 8          | 14.0       | 10        | 16.0      | 5        | 10.0     | 15        | 21.0      | 13         | 19.0       | 104.0           | 83.0     |
| 10                | GBR David Williams e Ian Rhodes              | 12       | 18.0     | PMS       | 29.0      | 7          | 13.0       | 12        | 18.0      | 7        | 13.0     | 8         | 14.0      | 8          | 14.0       | 119.0           | 90.0     |
| 11                | GER Roland Gäbler e Frank Parlow             | 9        | 15.0     | 8         | 14.0      | 18         | 24.0       | 5         | 10.0      | 18       | 24.0     | 16        | 22.0      | 3          | 5.7        | 114.7           | 90.7     |
| 12                | ESP Carlos Santacreu e José Luis Ballester   | 18       | 24.0     | 3         | 5.7       | 12         | 18.0       | 17        | 23.0      | 17       | 23.0     | 3         | 5.7       | 15         | 21.0       | 120.4           | 96.4     |
| 13                | SUI Charles Favre e Markus Bryner            | 14       | 20.0     | 19        | 25.0      | 10         | 16.0       | 16        | 22.0      | 13       | 19.0     | 5         | 10.0      | 7          | 13.0       | 125.0           | 100.0    |
| 14                | PUR Enrique Figueroa e Oscar Mercado Blasini | 17       | 23.0     | 11        | 17.0      | 9          | 15.0       | 7         | 13.0      | 14       | 20.0     | 11        | 17.0      | 12         | 18.0       | 123.0           | 100.0    |
| 15                | NOR Per Arne Nilsen e Odd Stray              | 15       | 21.0     | 18        | 24.0      | 11         | 17.0       | 15        | 21.0      | 12       | 18.0     | 6         | 11.7      | 10         | 16.0       | 128.7           | 104.7    |
| 16                | DEN Lars Hendriksen e Anette Ree Andersen    | 2        | 3.0      | 15        | 21.0      | 17         | 23.0       | 14        | 20.0      | 11       | 17.0     | 17        | 23.0      | 18         | 24.0       | 131.0           | 107.0    |
| 17                | ITA Giorgio Zuccoli e Angelo Glisoni         | 3        | 5.7      | 16        | 22.0      | 14         | 20.0       | 19        | 25.0      | 16       | 22.0     | 14        | 20.0      | 14         | 20.0       | 132.7           | 107.7    |
| 18                | SWE Göran Marström e Stefan Rahm             | 20       | 20.0     | 13        | 19.0      | 15         | 21.0       | 11        | 17.0      | 9        | 15.0     | 18        | 24.0      | 19         | 25.0       | 147.0           | 121.0    |
| 19                | FIN Kalevi Kostiainen e Markku Kuismin       | 16       | 22.0     | 17        | 23.0      | 13         | 19.0       | 13        | 19.0      | 19       | 25.0     | 19        | 25.0      | 16         | 22.0       | 155.0           | 130.0    |
| 20                | BER Reid Kempe e Jay Kempe                   | 19       | 25.0     | 14        | 20.0      | 19         | 25.0       | 20        | 26.0      | 20       | 26.0     | DNC       | 29.0      | 17         | 23.0       | 174.0           | 145.0    |
| 21                | RSA Eric Cook e Geoff Stevens                | 21       | 27.0     | 20        | 26.0      | 20         | 26.0       | 21        | 27.0      | 21       | 27.0     | 20        | 26.0      | 20         | 26.0       | 185.0           | 158.0    |
| 22                | ISV Jean Alphonse Braure e Charlie Shipway   | 22       | 28.0     | 21        | 27.0      | 21         | 27.0       | 22        | 28.0      | 22       | 28.0     | 21        | 27.0      | 21         | 27.0       | 192.0           | 164.0    |

### Classificação diária

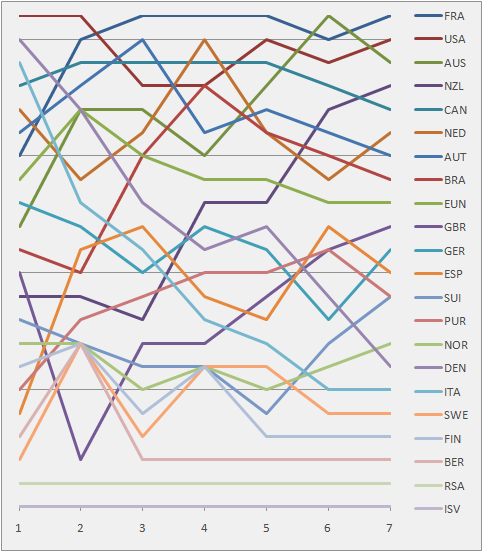
Gráfico mostrando a classificação diária na classe.